# Ihosy (miasto)
Ihosy – miasto w środkowo-południowej części Madagaskaru. Jest stolicą regionu Ihorombe i siedzibą dystryktu Ihosy. Według spisu z 2018 roku liczy 39,6 tys. mieszkańców.
Przez miasto przebiega droga Route nationale 7, która łączy stolicę kraju, Antananarywę, z Toliarą. Natomiast drogi Route nationale 13 (prowadzi do Tôlanaro) oraz Route nationale 27 (prowadzi do Farafangany) mają tu swój początek.
W miejscowości znajduje się regionalny port lotniczy Ihosy.
Przez miasto przepływa rzeka Ihosy.
Swoją siedzibę ma tutaj diecezja Ihosy.
Między Ihosy a miastem Ranohira położony jest Park Narodowy Isalo.
W mieście działa klub piłkarski FC Ihosy, który obecnie uczestniczy w rozgrywkach THB Champions League.